# 胡聿贤
胡聿贤（1922年10月12日—2023年10月30日），男，湖北武昌人，出生于北京，中國大陸地震工程学家。

## 生平
胡聿贤生于北京。1946年毕业于交通大学土木工程系。1949年获美国密执安大学土木工程系硕士学位，1952年获博士学位。国家地震局地球物理研究所研究员。1991年当选为中国科学院院士（学部委员）。
2023年10月30日因突发心脏病在北京逝世。